# Paesi Bassi ai XXII Giochi olimpici invernali
I Paesi Bassi hanno partecipato ai XXII Giochi olimpici invernali  dal 7 al 23 febbraio 2014 a Soči in Russia, con una delegazione composta da 41 atleti.
Con un bottino di 8 medaglie d'oro, 7 d'argento e 9 di bronzo, i Paesi Bassi hanno ottenuto il quinto posto nel medagliere complessivo per nazioni dominando nel pattinaggio di velocità, dove hanno conquistato in tutto 23 medaglie, di cui 8 d'oro, sulle 12 gare in programma. L'atleta premiata con più medaglie è stata Ireen Wüst, vincitrice di due ori e tre argenti in questa edizione dei Giochi.
Portabandiera alla cerimonia d'apertura è stata Jorien ter Mors, alla sua seconda Olimpiade, due volte medaglia d'oro nel pattinaggio.

## Medaglie
| Riepilogo quotidiano | Riepilogo quotidiano | Riepilogo quotidiano | Riepilogo quotidiano | Riepilogo quotidiano | Riepilogo quotidiano | Riepilogo quotidiano |
| -------------------- | -------------------- | -------------------- | -------------------- | -------------------- | -------------------- | -------------------- |
| Giorno               | Data                 |                      |                      |                      | Totale               |                      |
| 1º                   | 7                    | —                    | —                    | —                    | —                    |                      |
| 2º                   | 8                    | 1                    | 1                    | 1                    | 3                    |                      |
| 3º                   | 9                    | 1                    | 0                    | 0                    | 1                    |                      |
| 4º                   | 10                   | 1                    | 1                    | 1                    | 3                    |                      |
| 5º                   | 11                   | 0                    | 0                    | 1                    | 1                    |                      |
| 6º                   | 12                   | 1                    | 0                    | 1                    | 2                    |                      |
| 7º                   | 13                   | 0                    | 1                    | 1                    | 2                    |                      |
| 8º                   | 14                   | 0                    | 0                    | 0                    | 0                    |                      |
| 9º                   | 15                   | 0                    | 1                    | 1                    | 2                    |                      |
| 10º                  | 16                   | 1                    | 1                    | 1                    | 3                    |                      |
| 11º                  | 17                   | 0                    | 0                    | 0                    | 0                    |                      |
| 12º                  | 18                   | 1                    | 1                    | 1                    | 3                    |                      |
| 13º                  | 19                   | 0                    | 1                    | 1                    | 2                    |                      |
| 14º                  | 20                   | 0                    | 0                    | 0                    | 0                    |                      |
| 15º                  | 21                   | 0                    | 0                    | 0                    | 0                    |                      |
| 16º                  | 22                   | 2                    | 0                    | 0                    | 2                    |                      |
| 17º                  | 23                   | 0                    | 0                    | 0                    | 0                    |                      |
| Totale               | Totale               | 8                    | 7                    | 9                    | 24                   |                      |

### Medagliere per discipline
| Sport                   | Oro | Argento | Bronzo | Totale |
| ----------------------- | --- | ------- | ------ | ------ |
| Pattinaggio di velocità | 8   | 7       | 8      | 23     |
| Short track             | 0   | 0       | 1      | 1      |
| Totale                  | 8   | 7       | 9      | 24     |

### Medaglie d'oro
| Medaglia | Nome                                                      | Sport                   | Evento                           |
| -------- | --------------------------------------------------------- | ----------------------- | -------------------------------- |
| Oro      | Michel Mulder                                             | Pattinaggio di velocità | 500 m maschile                   |
| Oro      | Stefan Groothuis                                          | Pattinaggio di velocità | 1000 m maschile                  |
| Oro      | Sven Kramer                                               | Pattinaggio di velocità | 5000 m maschile                  |
| Oro      | Jorrit Bergsma                                            | Pattinaggio di velocità | 10000 m maschile                 |
| Oro      | Jan Blokhuijsen Sven Kramer Koen Verweij                  | Pattinaggio di velocità | Inseguimento a squadre maschile  |
| Oro      | Jorien ter Mors                                           | Pattinaggio di velocità | 1500 m femminile                 |
| Oro      | Ireen Wüst                                                | Pattinaggio di velocità | 3000 m femminile                 |
| Oro      | Jorien ter Mors Marrit Leenstra Lotte van Beek Ireen Wüst | Pattinaggio di velocità | Inseguimento a squadre femminile |

### Medaglie d'argento
| Medaglia | Nome            | Sport                   | Evento           |
| -------- | --------------- | ----------------------- | ---------------- |
| Argento  | Jan Smeekens    | Pattinaggio di velocità | 500 m maschile   |
| Argento  | Koen Verweij    | Pattinaggio di velocità | 1500 m maschile  |
| Argento  | Jan Blokhuijsen | Pattinaggio di velocità | 5000 m maschile  |
| Argento  | Sven Kramer     | Pattinaggio di velocità | 10000 m maschile |
| Argento  | Ireen Wüst      | Pattinaggio di velocità | 1000 m femminile |
| Argento  | Ireen Wüst      | Pattinaggio di velocità | 1500 m femminile |
| Argento  | Ireen Wüst      | Pattinaggio di velocità | 5000 m femminile |

### Medaglie di bronzo
| Medaglia | Nome              | Sport                   | Evento           |
| -------- | ----------------- | ----------------------- | ---------------- |
| Bronzo   | Ronald Mulder     | Pattinaggio di velocità | 500 m maschile   |
| Bronzo   | Michel Mulder     | Pattinaggio di velocità | 1000 m maschile  |
| Bronzo   | Jorrit Bergsma    | Pattinaggio di velocità | 5000 m maschile  |
| Bronzo   | Bob de Jong       | Pattinaggio di velocità | 10000 m maschile |
| Bronzo   | Margot Boer       | Pattinaggio di velocità | 500 m femminile  |
| Bronzo   | Margot Boer       | Pattinaggio di velocità | 1000 m femminile |
| Bronzo   | Lotte van Beek    | Pattinaggio di velocità | 1500 m femminile |
| Bronzo   | Carien Kleibeuker | Pattinaggio di velocità | 5000 m femminile |
| Bronzo   | Sjinkie Knegt     | Short track             | 1000 m maschile  |